# Міжнародний кінофестиваль Емден-Нордернай

Бернгард Вікі

Міжнародний кінофестиваль Емден-Нордернай (нім. Internationales Filmfest Emden-Norderney) — міжнародний кінофестиваль, який відбувається щорічно в травні та червні протягом восьми днів в Новому театрі міста Емден та Куртеатрі на східнофризькому острові Нордернай. Це найбільший кінофестиваль у Нижній Саксонії заснований з участю режисера Бернгарда Вікі у 1990 році, який кожного року відвідує близько 22 000 глядачів.

## Премії

### Премія Бернгарда Вікі[1]
Фонд: 15 000 євро
- 2004 : «Пісня для ізгоя» — Ейслінг Волш
- 2014 : «Божевільне весілля» — Філіпп де Шоврон
- 2018 : «Утея. 22 липня» — Ерік Поппе

### Премія Емдера за сценарій
Фонд: переможець 10 000 євро, два номінанти по 1 000 євро

Премію присуджують за сценарії німецького художнього фільму, який ще не був знятий.
- 2016 : «Руйнівниця системи» — Нора Фінгшайт

### Премія Емдера для акторів
Фонд: 5000 євро.
Премія Емдера для акторів вручається за серію фільмів видатній особистості німецького, німецькомовного або північно-західного європейського кіно.  
- Кароліна Герфурт
- Юрген Фогель

### КінопреміяОб'єднання німецьких профспілок
Фонд: 7 000 євро
- 2019 : «Руйнівниця системи» — Нора Фінґшайдт

## Призи
Фонд: 5 000 євро

### Нагорода за акцію
- 2004 : «Прекрасні жінки» — Сатьян Рамеш

### Рекламна премія для молоді
- 2004 : «Діти місячного світла» — Мануела Стак

### Премія за молодіжний фільм
- 2019 : «Зоро Соло» — Мартін Бускер

### Почесна нагорода
- 2006 — актор і режисер Максиміліан Шелл
- 2007 — режисер Сонке Вортманн
- 2008 — актор Ульріх Мюхе
- 2009 — акторка Іріс Бербен

## Інші нагороди

### Творча премія за енергетику
(експертне журі, 5 000 євро)
- 2018 : «Стікс» — Сюзанна Вольф (драма) та Бенедикт Нойенфельс (камера)
- 2019 : «Руйнівниця системи» — Гелена Зенгель (акторка) та Нора Фінгшайт (режисер)

### Інтеграційна премія острова Нордерней
- 2016 — кінорежисер Фатіх Акін